# Kâmriĕng
Kâmriĕng – dystrykt (srŏk) w zachodniej Kambodży, w prowincji Bătdâmbâng. Stanowi jeden z 13 dystryktów tworzących prowincję. W 1998 roku zamieszkiwany przez 14 215 mieszkańców.

## Podział administracyjny
W skład dystryktu wchodzi 6 gmin (khum):
- Kâmriĕng
- Boeng Reang
- Ou Da
- Trang
- Ta Saen
- Ta Krai

## Kody
- kod HASC[2] (Hierarchical administrative subdivision codes) – KH.BA.KR
- kod NIS[2] (National Institute of Statistics district code) – 0212